# El Piñón
El Piñón es un municipio de Colombia, localizado en el departamento del Magdalena.

## División Político-Administrativa
Además de su Cabecera municipal. El Piñón tiene bajo su jurisdicción los siguientes Centros poblados:
- Campoalegre
- Cantagallar
- Carreto
- Las Palmas
- Las Pavitas
- Los Patos
- Playón de Orozco
- Sabanas
- San Basilio
- Tío Gollo
- Veranillo
- Vásquez

## Historia
El 3 de agosto de 1770 según escritura que reposa en Mompox (Bolívar), fue firmada la fundación de San Pedro Mártir del Piñón. Se reorganizó por Francisco Sayas, Ignacio Crespo, Vicente de la Hoz y otros.
Por Ordenanza del 20 de abril de 1915 fue elevado a municipio.

### El poblado indígena de Chiquía
Existía desde el siglo XVI, un pueblo indígena al que llamaban "Chiquía", por ser el nombre del cacique, en la margen oriental del Río Magdalena; poco más abajo del sitio Cerro San Antonio, establecido a orillas de un caño, que también llamaban Chiquía. Además del sitio indígena “Chiquía”, existía en el municipio labranzas como “La Mina” y “Tío Rosa”, donde los indios Chimila vivieron y cultivaron toda su existencia, cerca del corregimiento de Cantagallar Magdalena. Es más existe una ciénaga que llamaban “Tío Rosa”, como homenaje a Rosalía, el último indio que resistió las envestidas españolas y se quedó viviendo en la región, lugar donde murió. Hay un documento de carácter judicial, fechado en Mompox el 4 de julio de 1754, que contiene la declaración de un hombre que dijo llamarse Manuel Francisco De Meza; en donde induce la existencia de un asentamiento indígena en El Piñón. En ese documento de carácter judicial Manuel Francisco De Meza, manifestó lo siguiente: 
- “Otro pueblo que está más abajo del sitio de San Antonio (Cerro), que hace frente a Real De La Cruz (Campo), no sabe su nombre, ni ha entrado en él, aunque ha pasado por su cercanías. Es pueblo chico, de nación Chimila y también se ocupa de hacer correrías y daños de San Antonio para abajo”

## Relieve
Generalmente plano con zonas pantanosas al norte.

## Hidrografía
Se localizan el Caño Ciego, los arroyos Cristina, La Mora, Consejo, La Soledad, León. 
Y Las Ciénagas de Tuto, Burro, Iguana, Los Cantillos, Palmichar, Quitapesares.

## Economía
- Ganadería: Vacuno, porcino, caprino, caballar, mular, ovino.
- Agricultura: Yuca, maíz, frijol,palma de aceite.

## Sitios de interés
- Iglesia San Pedro Mártir de Verona[3]
- Monumento al Ave Maria.
- Plaza La Libertad(El Piñon).
- Caño ciego
- Ciénaga (Sabanas)
- Letras De El Piñón.

## Principales festividades
San Basilio (enero), Carnavales, Semana Santa, San Pedro Mártir de Verona (abril), Virgen Del Carmen (julio), El Milagroso (septiembre).

## Servicios públicos
- Energía Eléctrica: Air-e, del grupo EPM, es la empresa prestadora del servicio de energía eléctrica.
- Gas Natural: Gases del Caribe es la empresa distribuidora y comercializadora de gas natural en el municipio.